# Mosles
Mosles é uma comuna francesa na região administrativa da Normandia, no departamento Calvados. Estende-se por uma área de 6,37 km². Em 2010 a comuna tinha 360 habitantes (densidade: 56,5 hab./km²).